# アメリカ合衆国対アイクマン事件
アメリカ合衆国対アイクマン事件（United States v. Eichman）496 U.S. 310 (1990)は、国旗の冒涜に関する連邦法が、アメリカ合衆国憲法修正第1条が保護する表現の自由に違反するとして合衆国最高裁判所が違憲無効とした訴訟。 この判決は、国旗の焼却を禁止するテキサス州法を無効とした、テキサス州対ジョンソン事件（1989年）の法廷意見に基づいている。 